# Стокпорт
Стокпорт (англ. Stockport) — крупный город в английском графстве Большой Манчестер. Расположен в 9,8 км южнее Манчестера. Население — 105 878 человек.
Название города Стокпорт происходит от саксонских слов «stoc» и «port», что переводится как «замок в лесу» или «деревянный замок».

## История

### Ранняя история
По найденным микролитам можно судить о том, что на территории города были поселения людей ещё в период мезолита, некоторые орудия также указывают и на период неолита. Есть находки, указывающие и на поселения в начале бронзового века.
Затем идёт разрыв в возрасте находок между 1200 годом до н. э. и Римским периодом (после 70 года н. э.). Это может свидетельствовать о депопуляции, возможно, из-за изменения климата.
Имеются некоторые сведения о существовании римской военной базы на территории Стокпорта.

## География
Стокпорт расположен на 253 км севернее Лондона, в месте слияния рек Гойт и Тейм. Стоит на возвышенной местности.
| Климатограмма Стокпорта               | Климатограмма Стокпорта | Климатограмма Стокпорта | Климатограмма Стокпорта | Климатограмма Стокпорта | Климатограмма Стокпорта | Климатограмма Стокпорта | Климатограмма Стокпорта | Климатограмма Стокпорта | Климатограмма Стокпорта | Климатограмма Стокпорта | Климатограмма Стокпорта |
| ------------------------------------- | ----------------------- | ----------------------- | ----------------------- | ----------------------- | ----------------------- | ----------------------- | ----------------------- | ----------------------- | ----------------------- | ----------------------- | ----------------------- |
| Я                                     | Ф                       | М                       | А                       | М                       | И                       | И                       | А                       | С                       | О                       | Н                       | Д                       |
| 70 6 1                                | 50 7 1                  | 60 9 3                  | 50 12 4                 | 60 15 7                 | 70 18 10                | 70 20 12                | 80 20 12                | 70 17 10                | 80 14 8                 | 80 9 4                  | 80 7 2                  |
| Температура в °C • Сумма осадков в мм |                         |                         |                         |                         |                         |                         |                         |                         |                         |                         |                         |

## Демография
По данным переписи 2001 года в Стокпорте проживали 136 082 человека, 58 687 домохозяйств. Плотность населения составила 4613 человек на км². На каждые 100 женщин приходилось 94 мужчины. Среди людей старше 16-ти лет 32 % были одиноки (никогда не женаты) и 50,2 % семейные.
| Динамика населения с 1901 года                           | Динамика населения с 1901 года | Динамика населения с 1901 года | Динамика населения с 1901 года | Динамика населения с 1901 года | Динамика населения с 1901 года | Динамика населения с 1901 года | Динамика населения с 1901 года | Динамика населения с 1901 года | Динамика населения с 1901 года | Динамика населения с 1901 года | Динамика населения с 1901 года |
| Год                                                      | 1901                           | 1911                           | 1921                           | 1931                           | 1939                           | 1951                           | 1961                           | 1971                           | 1981                           | 1991                           | 2001                           |
| -------------------------------------------------------- | ------------------------------ | ------------------------------ | ------------------------------ | ------------------------------ | ------------------------------ | ------------------------------ | ------------------------------ | ------------------------------ | ------------------------------ | ------------------------------ | ------------------------------ |
| Население                                                | 92,832                         | 108,682                        | 123,309                        | 125,490                        | 134,132                        | 141,650                        | 142,543                        | 139,598                        | 136,792                        | 132,813                        | 136,082                        |
| Город-графство 1901—1971 • Часть города-округа 1981—2001 |                                |                                |                                |                                |                                |                                |                                |                                |                                |                                |                                |

## Достопримечательности
В Стокпорте расположены:
- Единственный в Великобритании музей шляп — Hat Works
- Ратуша от архитектора Томаса Альфреда Брамуэлла
- Музей подземных туннелей со времён второй мировой войны
- Крупный парк, ведущий свою историю с 1858 года
- Церковь Святой Елизаветы
- Музей «Staircase House», расположенный в средневековом здании. В нём имеются экспонаты, покрывающие 10 тысяч лет истории Стокпорта[9].
- Построенный в 1460 году средневековый зал для приёмов — Лестница-дом. По легендам это строение — пристанище призраков.

## Города-побратимы
- Безье, Франция (1972)
- Хайльбронн, Германия (1982)